# 野田福島之戰
野田福島之戰是大坂冬之陣其中一場戰爭。德川軍進攻大坂城西北的五分一砦。最終德川軍成功攻下五分一砦，並控制制海權。